# Campeonato Europeo de Gimnasia en Trampolín de 2021

El XXVII Campeonato Europeo de Gimnasia en Trampolín se celebró en Sochi (Rusia) entre el 29 de abril y el 2 de mayo de 2021 bajo la organización de la Unión Europea de Gimnasia (UEG) y la Federación Rusa de Gimnasia.
Las competiciones se realizaron en la Arena Iceberg de la ciudad rusa.        

## Medallistas

### Masculino
| Evento                         | Oro                                                                                               | Plata                                                                                   | Bronce                                                                     |
| ------------------------------ | ------------------------------------------------------------------------------------------------- | --------------------------------------------------------------------------------------- | -------------------------------------------------------------------------- |
| Trampolín individual (02.05)   | Aleh Rabtsau · Bielorrusia · 60,815                                                               | Uladzislau Hancharou · Bielorrusia · 60,580                                             | Andrey Yudin · Rusia · 59,725                                              |
| Trampolín por equipo (30.04)   | Ivan Litvinovich · Aleh Rabtsau · Uladzislau Hancharou · aliaksei Dudarau · Bielorrusia · 183.805 | Diogo Abreu Pedro Ferreira Lucas Santos Diogo Ganchinho Portugal 175.470                | Julian Chartier Allan Morante Florestan Riou Josuah Faroux Francia 175.425 |
| Trampolín sincronizado (02.05) | Uladzislau Hancharou · Aleh Rabtsau · Bielorrusia · 51,990                                        | Diogo Ganchinho Lucas Santos Portugal 50,520                                            | Fabian Vogel · Caio Lauxtermann · Alemania · 49,930                        |
| Doble mini individual (02.05)  | Aleksandr Odintsov · Rusia · 75,800                                                               | Tiago Sampaio Romao Portugal 75,700                                                     | Daniel Schmidt · Alemania · 74,300                                         |
| Doble mini por equipo (30.04)  | Vasilii Makarskii · Aleksandr Odintsov · Mikhail Zalomin · Andrei Gladenkov · Rusia · 115,400     | Tiago Sampaio Romao Joao Caeiro Luis Afonso Diogo Cabral Portugal 113.800               | Jonas Nordfors · Linus Oledal · Gustav tingeloef · Suecia · 107,300        |
| Tumbling individual (02.05)    | Vadim Afanadev · Rusia · 79,300                                                                   | Aleksandr Lisitsyn · Rusia · 77,400                                                     | Mixail Malkin Azerbaiyán 75,300                                            |
| Tumbling por equipo (30.04)    | Aleksandr Lisitsyn · Vadim Afanadev · Aleksei Sverlishnikov · Nikita Lenin · Rusia · 113,800      | Martin Abildgaard Adam Matthiesen Rasmus Steffensen Magnus lindholmer Dinamarca 112.100 | Vasco Peso Diogo Vilela Andre Palma Joao Saraiva Portugal 101,500          |

### Femenino
| Evento                         | Oro                                                                                       | Plata                                                                                                 | Bronce                                                                              |
| ------------------------------ | ----------------------------------------------------------------------------------------- | --- | ----------------------------------------------------------------------------------- |
| Trampolín individual (02.05)   | Iana Lebedeva · Rusia · 56,685                                                            | Léa Labrousse Francia 54,365                                                                          | Marine Jurbert Francia 53,870                                                       |
| Trampolín por equipo (30.04)   | Iana Lebedeva · Susana Kochesok · Anna Kornetskaya · Yana Pavlova · Rusia · 165,470       | Katsiaryna Yarshova · Tatsiana Piatrenia · Viktoryia Kuidan · Paulina Shadzko · Bielorrusia · 159,550 | Lea Labrousse Marine Jurbert Marine Prieur Anais Breche Francia 157,515             |
| Trampolín sincronizado (02.05) | Anna Kornetskaya · Susana Kochesok · Rusia · 48,700                                       | Katsiaryna Yarshova · Viktoryia Kuidan · Países Bajos · 47,560                                        | Leonie Adam · Aileen Roesler · Alemania · 45,990                                    |
| Doble mini individual (02.05)  | Galina Begin · Rusia · 70,700                                                             | Lina Sjoeberg · Suecia · 70,600                                                                       | Dana Sadkova · Rusia · 68,200                                                       |
| Tumbling individual (02.05)    | Tachina Peeters · Bélgica · 70,800                                                        | Viktoriia Danilenko · Rusia · 70,600                                                                  | Candy Briere-Vetillard Francia 67,500                                               |
| Tumbling por equipo (30.04)    | Candy Briere-Vetillard Manon Morancais Maelle Dumitru-Marin Lucie Tumoine Francia 101,100 | Viktoriia Danilenko · Irina Silicheva · Elena Neiman · Polina Dorokhova · Rusia · 100,600             | Laura Vandevoorde · Evi Milh · Tachina Peeters · Sofie Rubbrecht · Bélgica · 98,700 |